# انجیل به روایت متی (فیلم)
انجیل به روایت متی (به ایتالیایی: Il Vangelo secondo Matteo) فیلمی ایتالیایی به کارگردانی پیر پائولو پازولینی ساخته ۱۹۶۴ می‌باشد.
او انجیل متی را به این دلیل برای روایت فیلم خود انتخاب کرد که فکر می‌کرد، انجیل یوحنا زیادی رازآلود، انجیل مرقس زیادی معمولی و انجیل لوقا زیادی احساسی می‌باشد.

## بازیگران
- انریکه ایرازوکی در نقش عیسی (صداپیشه انریکو ماریا سالرنو)
- مارگریتا کاروزو در نقش مریم
  - سوزانا پازولینی در نقش کهنسالی مریم
- مارچلو مورانته در نقش یوسف نجار (صداپیشه جانی بوناگورا)
- ماریو سوکراته در نقش یحیی (صداپیشه پینو لوکی)
- ستیمو دی پورتو در نقش پطرس
- آلفونسو گاتو در نقش اندریاس
- لوئیجی باربینی در نقش یعقوب پسر زبدی
- جاکومو مورانته در نقش یوحنا
- جورجو آگامبن در نقش فیلیپ
- گیدو سرتانی در نقش ناتانائیل
- روزاریو میگاله در نقش توما
- فروچیو نوتو در نقش متی
- مارچلو گالدینی در نقش یعقوب پسر حلفا
- الیو اسپازیانی در نقش تادئوس
- انزو سیسیلیانو در نقش شمعون قانوی
- اتللو سِستیلی در نقش یهودا اسخریوطی
- رودولفو ویلکاک در نقش قیافا
- الساندرو تاسکا در نقش پونتیوس پیلاطس
- آمریگو بویلاکوا در نقش هرود بزرگ
- فرانچسکو لئونتی در نقش هیرودیس آنتیپاس
- فرانکا کوپن در نقش هیرودیا
- پائولا تدسکو در نقش سالومه
- روسانا دی روکو در نقش فرشتهٔ پروردگار
- رناتو ترا در نقش مرد تسخیرشده
- الیشا بوشچی در نقش یوسف الرامی
- ناتالیا گینزبورگ در نقش مریم از بیت‌عنیا
- نینتو داولی در نقش چوپان

## شیوه فیلمسازی
پازولینی در درجه اول خود را شاعر و سپس فیلمساز می‌دید. همین نکته عظمت فیلمی مانند انجیل به روایت متی را بیشتر مشخص می‌نماید. فیلم عاری از جلوه‌ها و حقه‌های سینمایی است. در فیلم به‌جز صحنه قدم زدن مسیح بر روی آب جلوه سینمایی دیگری به کار نرفته‌است. خدا از آسمان به سادگی و بدون هیچ تکلفی صحبت می‌کند و شخصیت‌های فیلم نیز سرشان را به سمت آسمان برمی‌گردانند و گوش می‌دهند. شاخصه کلی فیلم نماهای طولانی و بدون قطع و کلوزآپهای زیاد و تأکید بر روی حالات چهره است.
در فیلم نابازیگران نقشها را ایفا می‌کنند. برای ایفای نقش مسیح پازولینی یک از دو دوست نویسنده‌اش آلن گینزبرگ و جک کرواک را در نظر داشت، ولی با دیدن انریکه ایرازوکی نظرش تغییر کرد و او را برای بازی در نقش مسیح انتخاب کرد. از قول پازولینی نقل شده‌است که:
حتی قبل از اینکه شروع به صحبت کنیم، از او پرسیدم:"ببخشید می‌شود در یکی از فیلم‌های من بازی کنید؟"
. ایرازوکی نیز از سوی شوارتز چنین توصیف شده‌است:جوانی اهل اسپانیا از پدری باسکی و مادری یهودی. لاغر، پیشانی بلند، با شانه‌هایی قوزکرده و به‌طور کلی هر چیزی که فکرش را بکنید به جز مسیح گردن‌کلفت میکل آنژ. برای بازیگران دیگر نیز پازولینی زنان و مردانی از ناحیه فیلم‌برداری و از دهقانان، کارگران کارخانه، رانندگان کامیون و … انتخاب کرد.
پازولینی فیلم را بدون فیلمنامه و فقط از روی انجیل متی ساخت. دامنه انتخاب موسیقی نیز از اثری به همین نام از یوهان سپاستین باخ تا موتسارت (Adage, fugue K۵۴۶) و اُدتتا متغیر بوده‌است.

## فیلمی متفاوت دربارهٔ مسیح

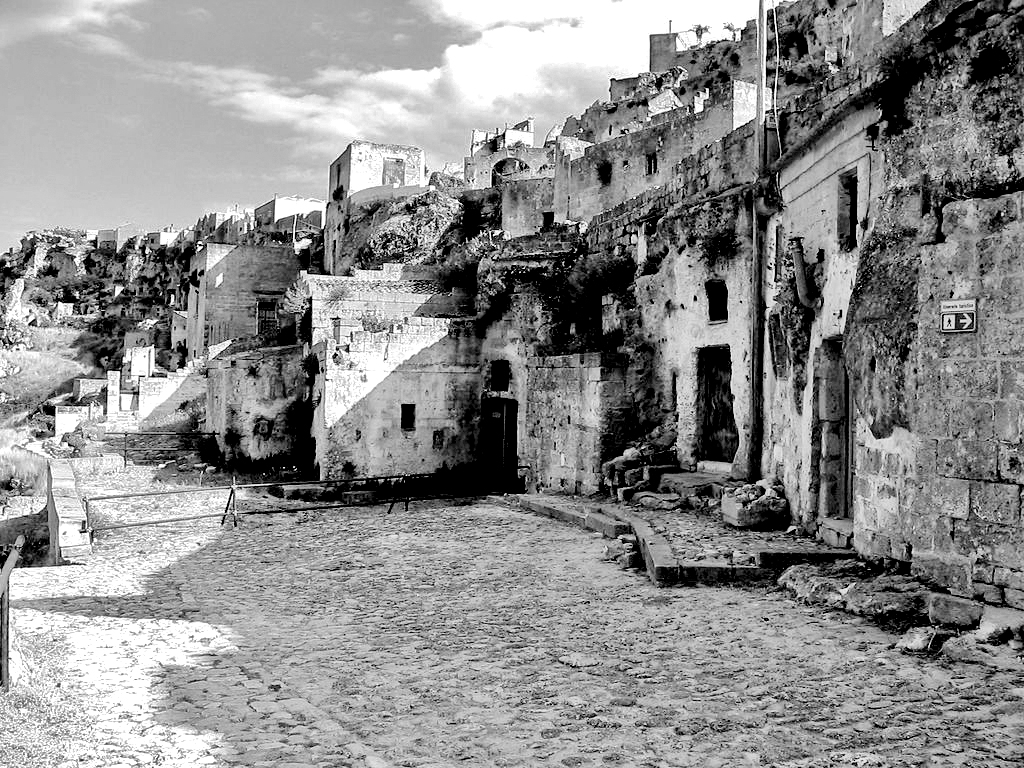
یکی از لوکیشن‌های فیلمبرداری

این فیلم با فیلم‌هایی مثل عیسی ناصری (۱۹۷۷-فرانکو زفیرلی) و بزرگترین داستان عالم (۱۹۶۵-جرج استیونز) تفاوت دارد. آن‌ها داستان‌هایشان بیشتر بر مبنای فداکاری و معنویت مسیح است. اما در این فیلم ما با مردی مواجه هستیم که پیغامی دارد و می‌پندارد که آن پیام خیلی مهم است و باید آن را ابلاغ کند، چه پسر خدا باشد و چه نباشد. برای پازولینی معنویت مسیح در درجه دوم اهمیت قرار دارد. آنچه برای وی مهم است حرف‌های مسیح است؛ بنابراین در فیلم جلسات دادگاه و به صلیب کشیدن مسیح خیلی سریع اتفاق می‌افتد.
این فیلم توسط پازولینی که پیشینه‌ای کاتولیک داشت ولی به مارکسیسم گرویده بود ساخته شده بود. تصویر مسیح در این فیلم با همه مسیح‌های دیگر فیلم‌ها متفاوت است. در انجیل به روایت متی هیچ‌یک از بازیگران گریم نشدند.

## واکنش‌ها

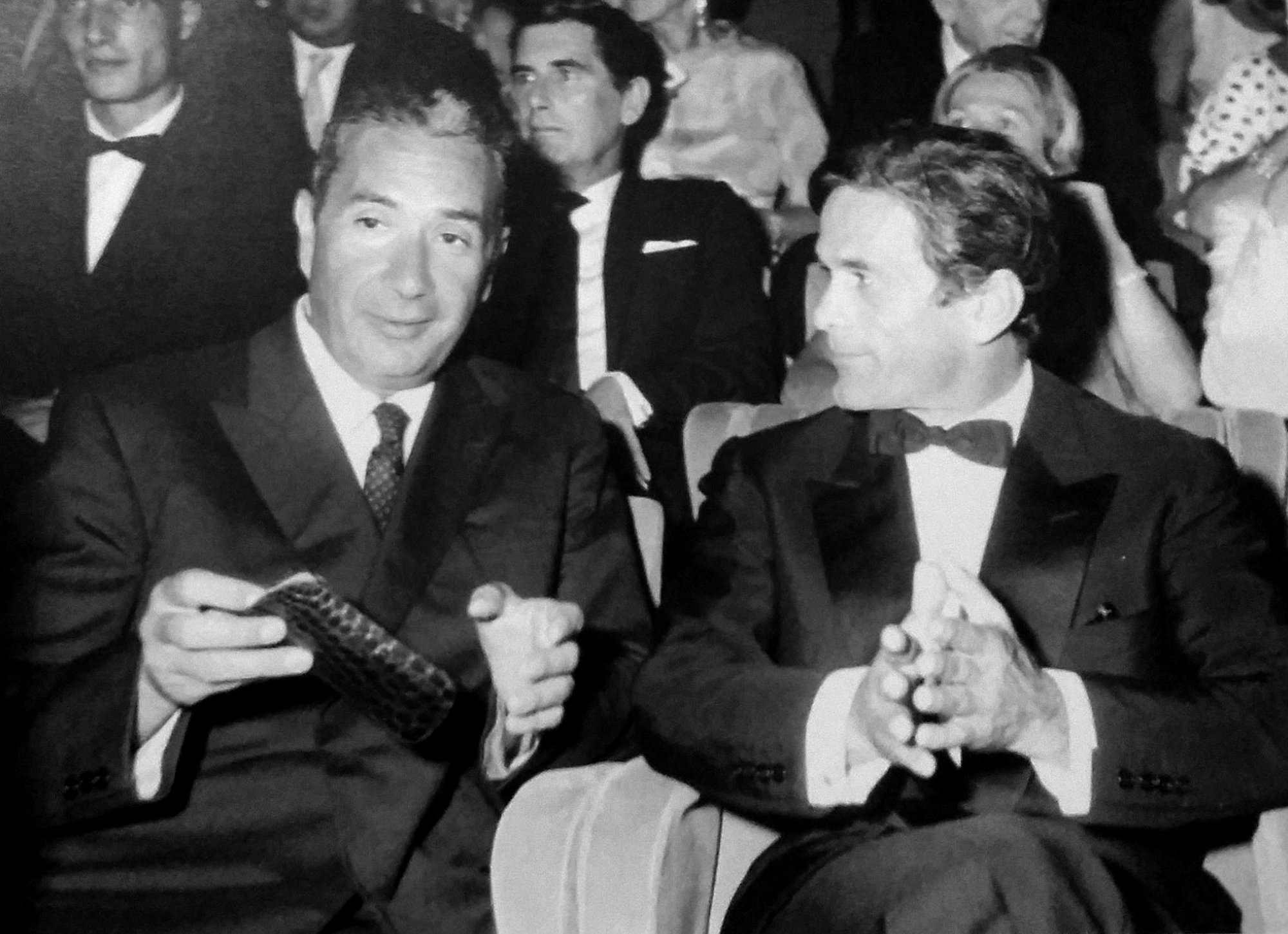
نخست‌وزیر ایتالیا آلدو مورو و پیر پائولو پازولینی کنار هم در ونیز در اولین نمایش فیلم در سال ۱۹۶۴

از فیلم در ایتالیا استقبال شد و یکی از فیلم‌های محبوب پازولینی، چه از نظر مردم و چه از نظر منتقدان به‌شمار می‌آید.

## جوایز
فیلم در جشنواره فیلم ونیز در سال ۱۹۶۴ برای سه جایزه نامزد شد که از آن جمله شیر طلایی بود، ولی تنها ۲ جایزه OCIC و جایزه ویژه هیئت داوران را از آن خود نمود.
این فیلم در سال ۱۹۶۶ در ایالات متحده آمریکا منتشر شد و برای سه جایزهٔ اسکار نامزد شد: جایزه اسکار بهترین طراحی صحنه، جایزه اسکار بهترین طراحی لباس (دانیلو دوناتی) و جایزه اسکار بهترین موسیقی فیلم.

## نکات خواندنی
- پازولینی از اینکه در ترجمه انگلیسی فیلم (The Gospel According to Saint Matthew)، برای متی مقام قدیسیت قائل شده‌اند ناراحت بود. در عنوان ایتالیایی (به ایتالیایی: Il Vangelo secondo Matteo) نامی از کلمه قدیس (به انگلیسی: Saint) برده نشده‌است.
- انریکه ایرازوکی دانشجوی اقتصاد بود.
- نقش یهودا (اتللو سِستیلی) را راننده کامیونی از اهالی رم بازی کرد.
- نقش مریم را مادر خود پازولینی (سوزانا) بازی می‌کند.
- فیلم به پاپ ژان بیست و سوم تقدیم شده‌است.
- فیلم سیاه و سفید است.
- در این فیلم ناتالیا گینزبرگ نقش مریم از بیت‌عنیا را ایفا می‌کند.